# Dél-koreai labdarúgó-szövetség
Dél-koreai labdarúgó-szövetség (koreaiul: 대한 축구 협회, magyaros átírásban: Tehan Cshukku Hjophö).

## Történelme
1928-ban alapították. A Nemzetközi Labdarúgó-szövetségnek (FIFA) 1948-tól tagja. 
Az Ázsiai Labdarúgó-szövetségnek (AFC) 1954-től tagja. Fő feladata a nemzetközi kapcsolatokon kívül, a dél-koreai labdarúgó-válogatott férfi és női ágának, a korosztályos válogatottak illetve a nemzeti bajnokság szervezése, irányítása. A működést biztosító bizottságai közül a Játékvezető Bizottság (JB) felelős a játékvezetők utánpótlásáért, elméleti (teszt) és cooper (fizikai) képzéséért.